# Федин, Павел Григорьевич
Па́вел Григо́рьевич Фе́дин (1902, Петровск, Саратовская губерния — 14.4.1938, Хабаровск) — деятель ВКП(б), 1-й секретарь Уссурийского областного комитета ВКП(б). Входил в состав особой тройки НКВД СССР.

## Биография
Павел Григорьевич Федин родился в 1902 году в городе Петровске Саратовской губернии. В 1920 году ступил в члены РКП(б) и его дальнейшая жизнь связалась с работой в структурах партии.
- 1934—1937 годы — 1-й секретарь Курского городского комитета ВКП(б).
- 1937 год — заведующий Отделом руководящих партийных органов Далькрайкома ВКП(б). В сентябре 1937 года — 1-й секретарь Уссурийского областного комитета ВКП(б). Этот период отмечен вхождением в состав особой тройки, созданной по приказу НКВД СССР от 30.07.1937 № 00447[1] и активным участием[2] в сталинских репрессиях[3].

## Завершающий этап
Арестован 24 сентября 1937 г. Приговорён к ВМН выездной сессией ВКВС СССР 14 апреля 1938 г.
Обвинялся по статьям 58-1а, 58-8, 58-11 УК РСФСР. Расстрелян в день вынесения приговора в Хабаровске. Реабилитирован 20 июня 1956 г. определением ВКВС СССР за отсутствием состава преступления.